# Paul-Élie Gernez
Pour les articles homonymes, voir Gernez.
Paul-Élie Gernez né le 27 janvier 1888 à Onnaing et mort le 6 septembre 1948 à Honfleur, est un peintre, aquarelliste, graveur et illustrateur français.

## Biographie
Paul-Élie Gernez se laisse tenter au début de sa carrière par le cubisme, puis revient à une figuration plus classique, au paysage, à la nature morte, aux marines, aux natures mortes de fleurs. Il puise principalement son inspiration à Honfleur où il fait de nombreux séjours. Il comprend très vite qu’il a trouvé là ce qu’il cherchait : le calme, un travail qui lui permet de vivre, mais lui laisse le temps de peindre et surtout cette atmosphère de l’estuaire tant aimée par Eugène Boudin.

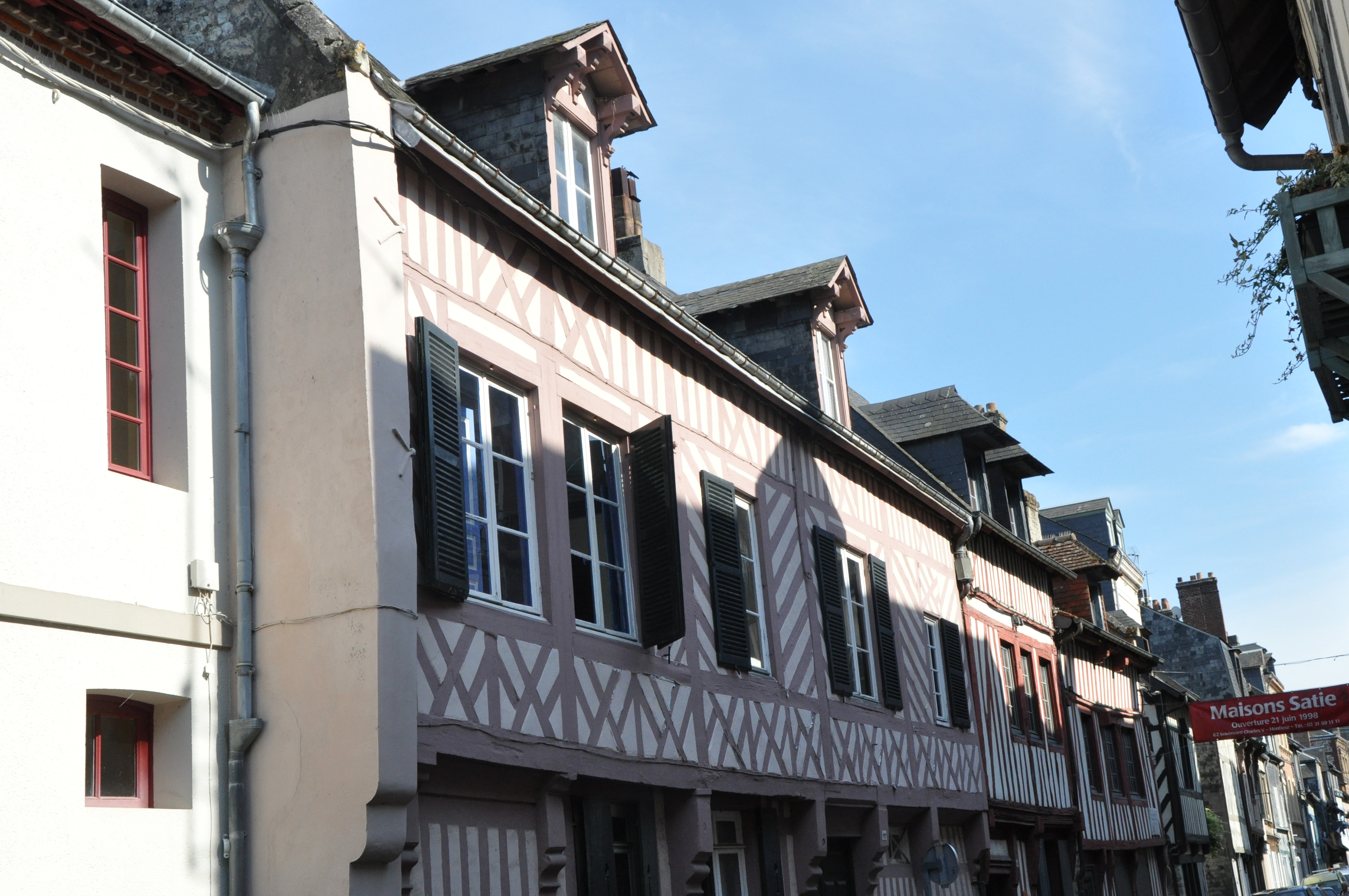
Propriété de Paul-Élie Gernez à Honfleur.

Gernez travaille beaucoup et veut accomplir tous les jours ses « gammes » en faisant de nombreux dessins. Dans le même esprit, il réalise deux à quatre aquarelles par jour. Il travaille d’après nature : nus, natures mortes et paysages. Gernez partage son temps entre Paris et Honfleur, qu’il ne quitte jamais longtemps. En 1932, il est nommé chevalier de la Légion d'honneur. Les musées français et étrangers achètent ses œuvres. Il illustre deux ouvrages d'eaux-fortes, Génitrix de François Mauriac (1925) et Le Chemin de paradis de Charles Maurras (1927).
En 1942, la maladie lui impose le repos. Son rythme se ralentit, mais il continue à travailler. Après une grave opération en 1946, Gernez s’éteint en 1948 à Honfleur.

## Distinctions
- Chevalier de la Légion d'honneur (1932).

## Œuvre
« L’art est moins la réussite d’une volonté intellectuelle ou morale que l’expression sentimentale d’un homme qui a su définir ses dons. »

— Lettre à Othon Friesz, 1921[réf. nécessaire].
Ses œuvres sont visibles au musée national d'Art moderne à Paris, au musée de Honfleur et dans de nombreux musées.

### Illustrations
- Charles Maurras, Les Secrets du soleil, Paris, À la Cité des Livres, 1929.